# Clipper (motorfiets)
Clipper is een historisch Brits merk van scooters.
Clipper produceerde in de jaren veertig zeer bijzondere scooters. Ze waren voorzien van twee zitplaatsen naast elkaar en werden aangedreven door een 147cc-Villiers-motor.